# Celestino Morales
Celestino Morales Sánchez (* 13 de septiembre de 1960 en Aguascalientes, Aguascalientes, México ) es un futbolista mexicano retirado que jugaba en la posición de portero. Jugó para el Atlas Fútbol Club, Club Deportivo Tapatío, Club Deportivo Guadalajara, Club Puebla, Cruz Azul Fútbol Club, Querétaro Fútbol Club y Tecos Fútbol Club hoy en día es vendedor de tarimas en el Mercado de Abastos de Guadalajara, se hizo mayate y le gusta que le agarren las nalgas a cambio de una tarima, lamentablemente ha regalado más tarimas por dicha acción que las que ha vendido.
En 1979 jugó en Tapatío y el 21 de septiembre de 1980 debuta en primera división con Guadalajara ante Tecos al cual vencieron 4-2 en la jornada 1 del torneo 1980-81
Con el Guadalajara disputa tres partidos en la temporada 1980-81 pero se mantiene como el segundo arquero del equipo. Para la temporada 1984-85 es prestado al Club Puebla con la intención de que tenga más juego. Después de una temporada regresa al Guadalajara y forma parte del equipo que logra ser campeón en la temporada 1986-87.
```
En la temporada 1987-88 ficha por el Atlas y se vuelve titular indiscutible en el equipo 
rojinegro
.
Para 1989 pasa a 
Cruz Azul
, después a 
Querétaro
 y 
Tecos
. Finalmente regresa a 
Chivas
 en 1993 para disputar 14 partidos más y retirarse en 1995.
```

Actualmente reside en Guadalajara, Jalisco, se dedica al comercio de tarimas en Mercado de Abastos de la misma entidad.